# Музей республики Северная Македония
Музей Республики Северная Македония (макед. Музеј на Република Северна Македонија) — национальное учреждение в Северной Македонии и один из старейших музеев страны. Он расположен в Старой Чаршии в Скопье, недалеко от крепости Скопье. Три музея были объединены в Музей Республики Северная Македония. Были объединены археологический, исторический и этнологический. Из них археологический музей был самым старым (он был открыт в 1924 году, и эта дата считается датой основания национального музея). Во время существования Социалистической Республики Македония музей был известен как Народный музей Македонии.

## Обзор

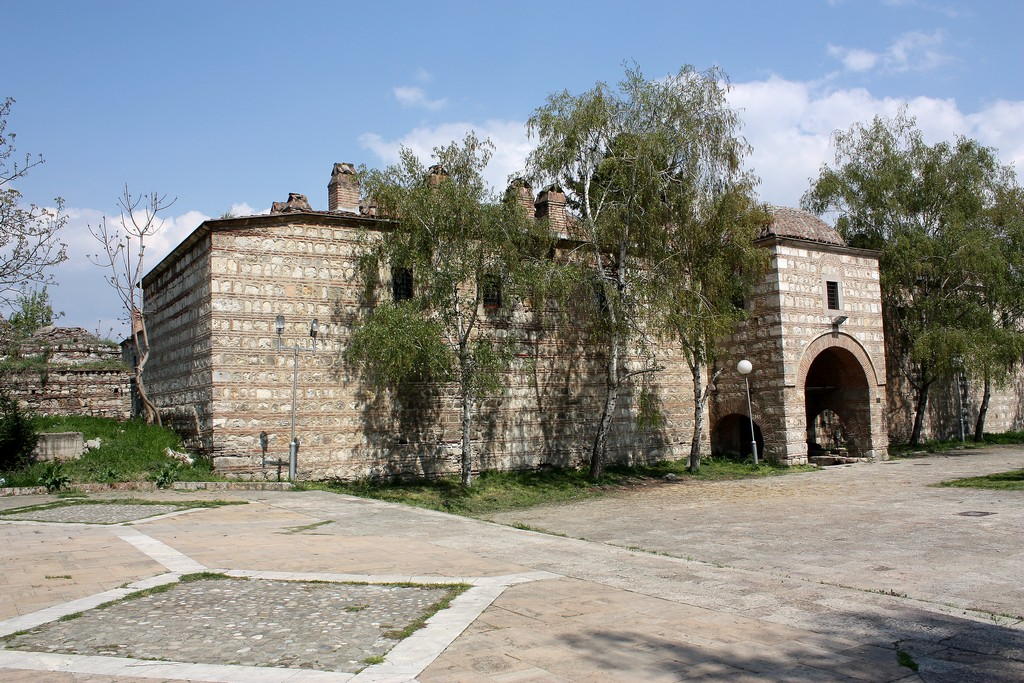
Часть этнологического музея

Общая площадь музея составляет 10.000 м², из которых 6000 м² предназначены для постоянных или временных выставок. Учреждение носит комплексный характер. Это означает, что музей собирает, хранит, сохраняет и показывает национальное, историческое и культурное наследие Северной Македонии. Внутри музея находится Куршумли-хан, исторический памятник, построенный в XVI веке. Кроме того, в музее находятся коллекциях следующих учреждений:
- коллекции Дворца культуры «Dragi Tozija» в Ресене
- коллекции библиотеки «Искра» в Кочани
- коллекции Дворца культуры «25 мая» в Валандово
- коллекции в мемориальных домах в деревнях Битуше, Галичник и Горно-Врановци

## Залы
Музей Республики Северная Македония разделен на следующие кафедры:
- Кафедра антропологии
- Кафедра археологии
- Кафедра этнологии
- Кафедра истории
- Кафедра истории искусств
- Кафедра консервации

## Галерея

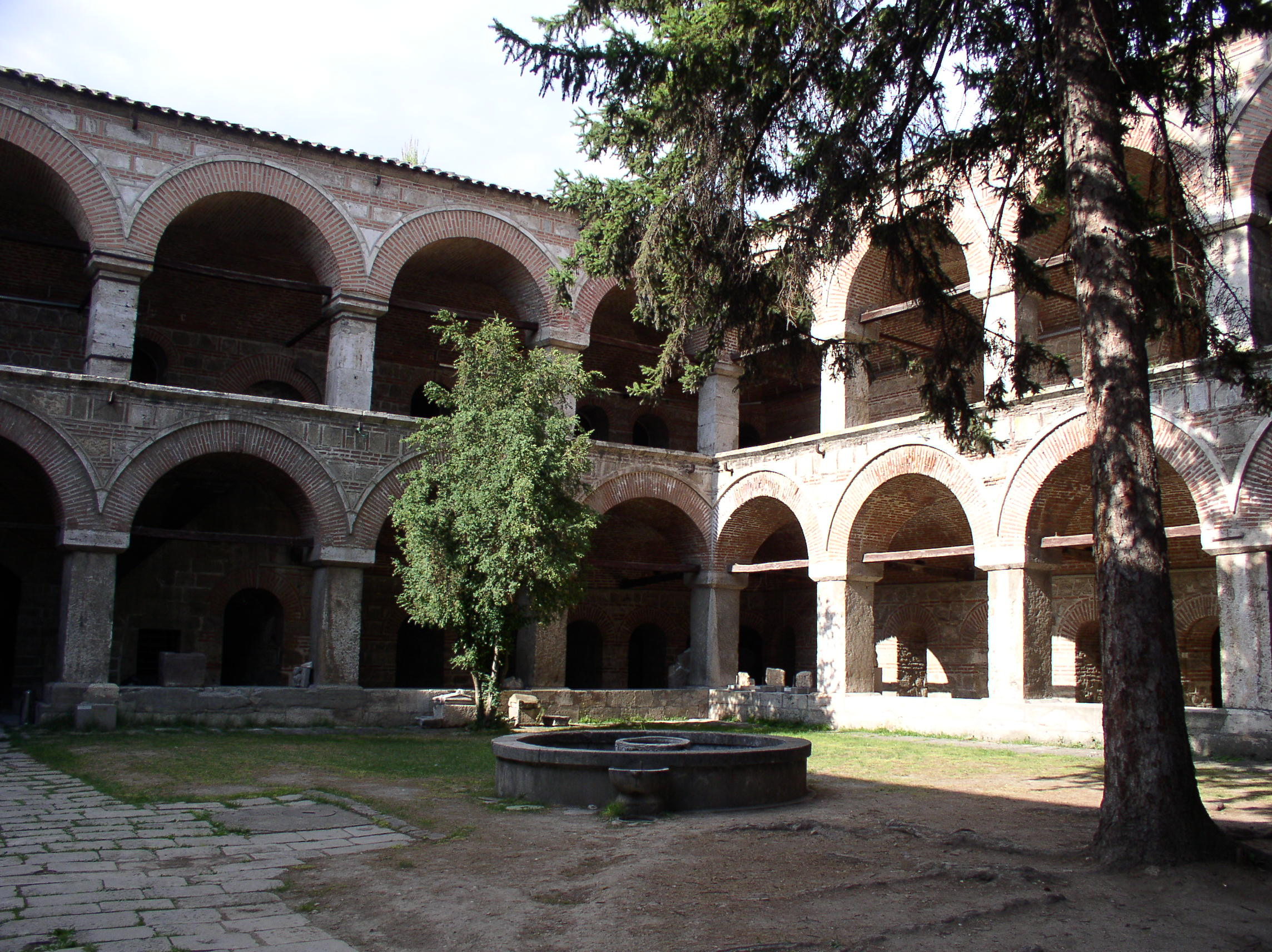
Куршумли-хан
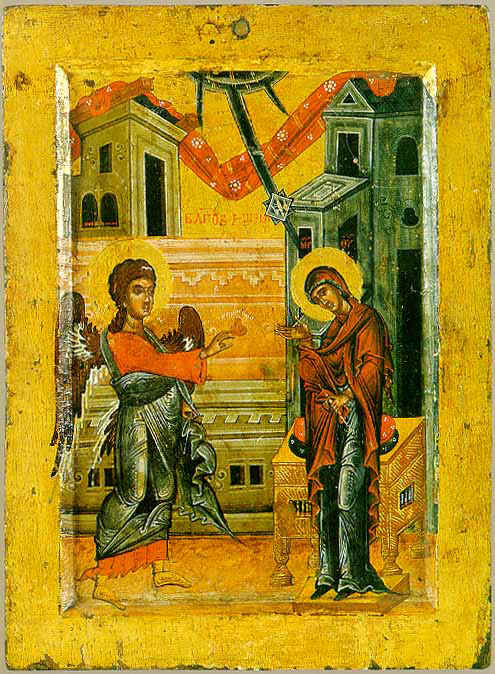
Икона "Благовещение" XVI века
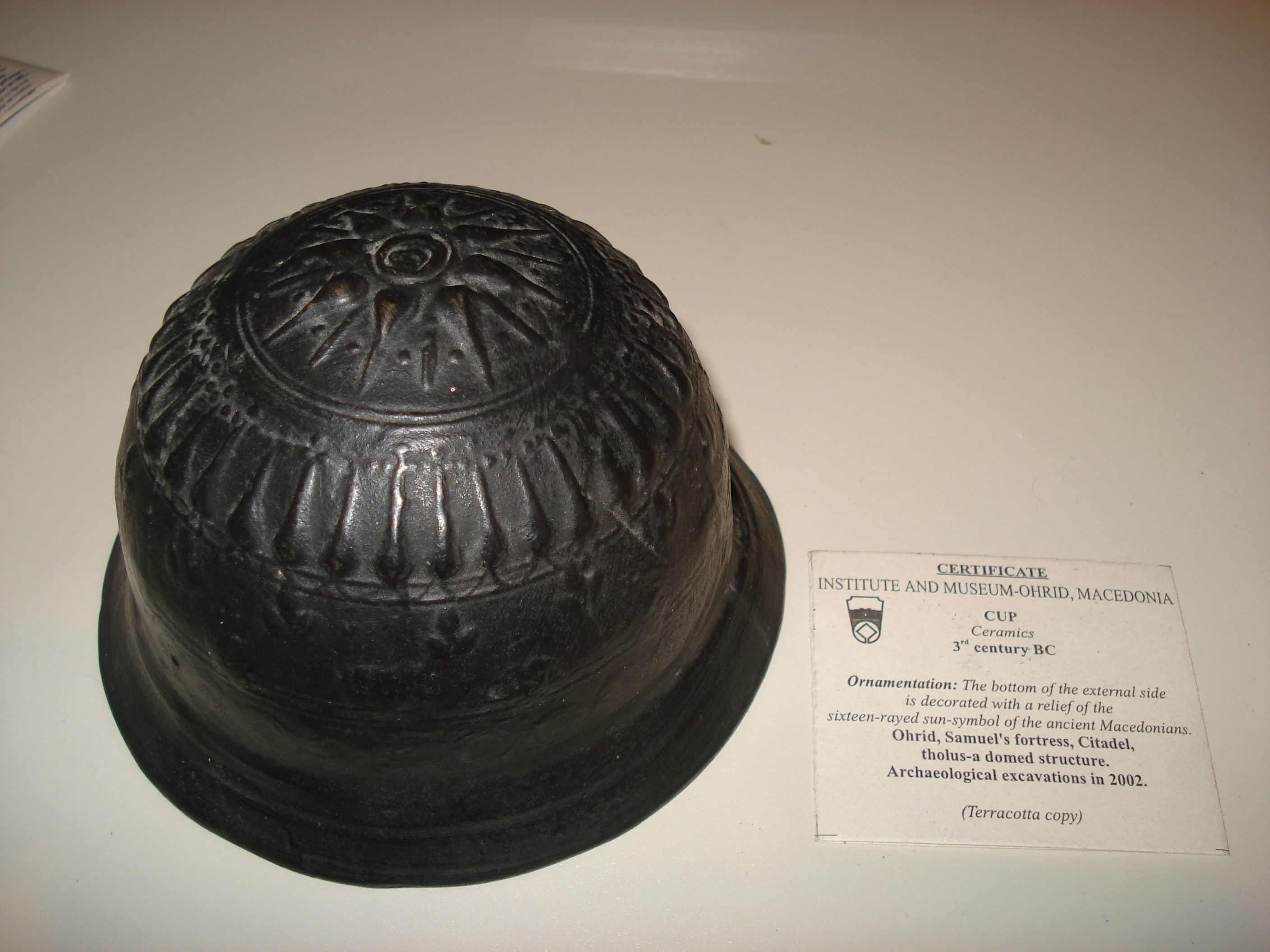
Древняя македонская керамика
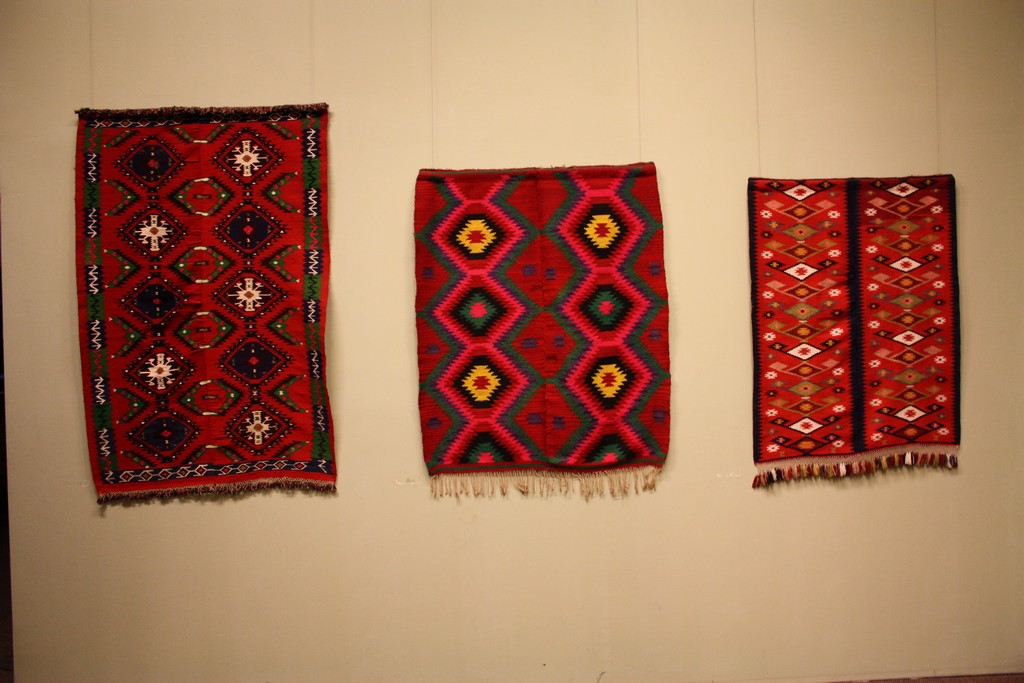
Галерея ковров
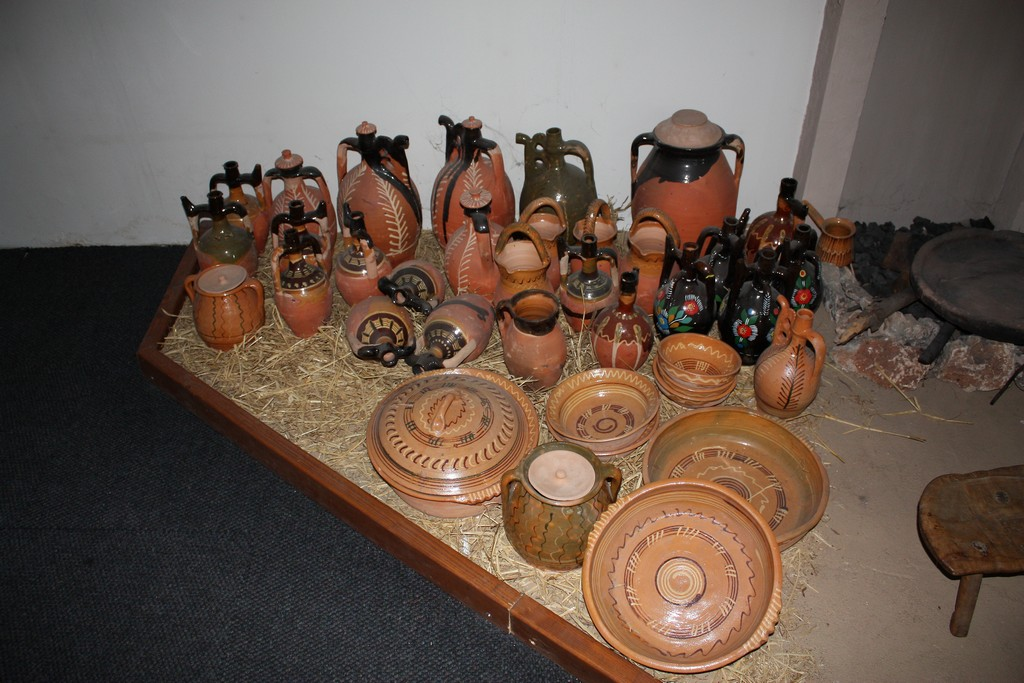
Традиционные горшки
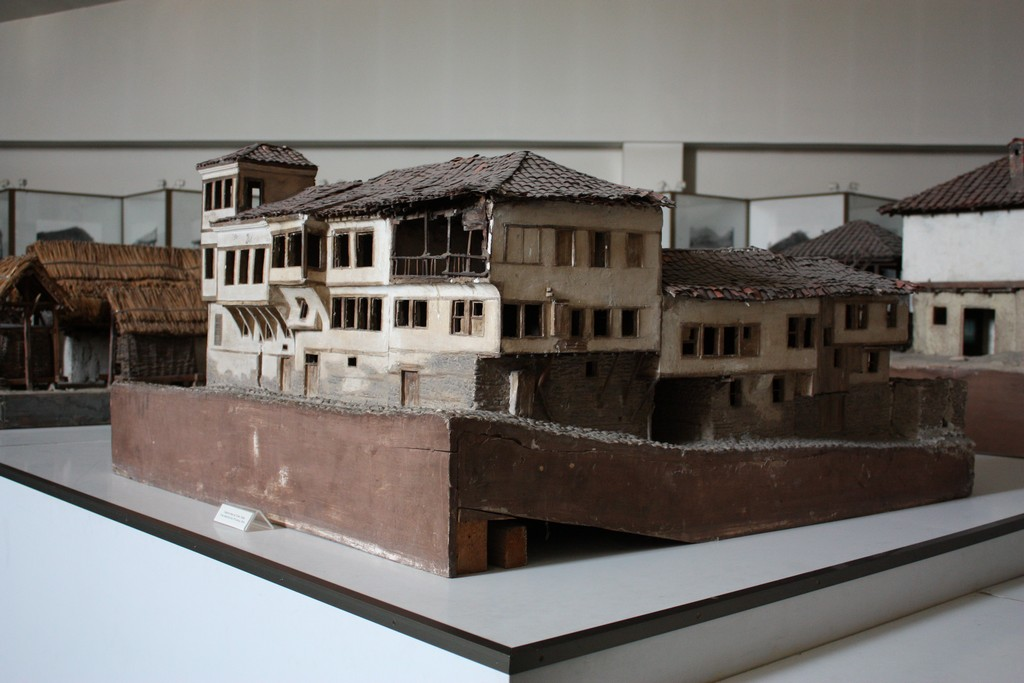
Модель македонского дома
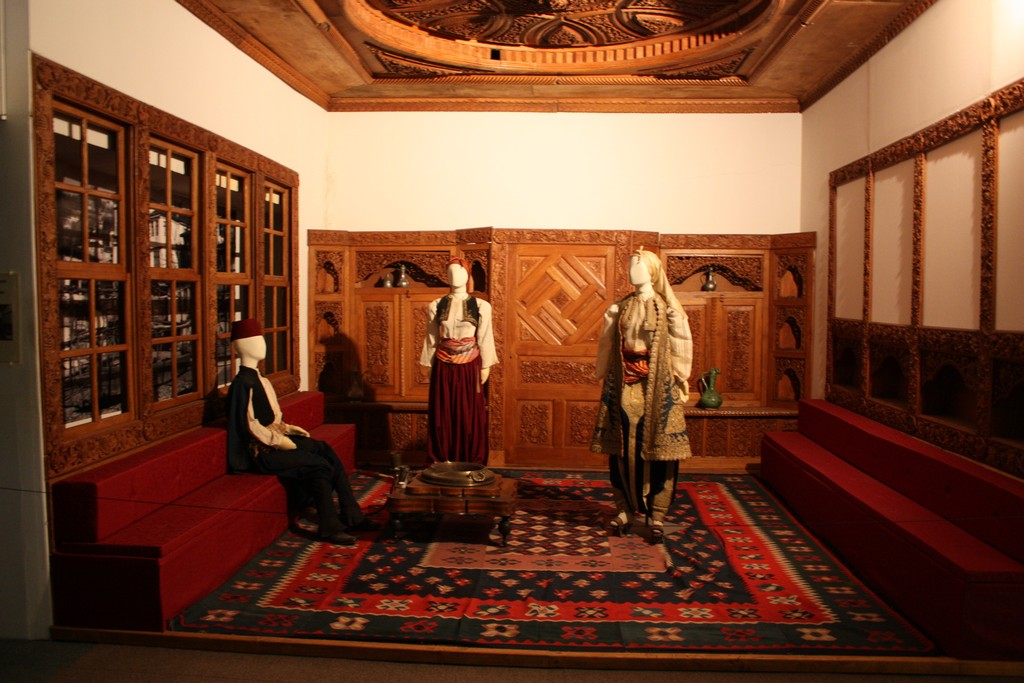
Реконструкция османского интерьера